# Закупсбыт
Закупсбыт (Союз сибирских кооперативных союзов) — сибирская кооперация, существовавшая с 1916 года до начала 1920-х годов. Кооперативный союз был учреждён весной 1916 года в Новониколаевске.

## История
Закупсбыт был учреждён на съезде кооперативов 30 апреля — 2 мая 1916 года в Новониколаевске (совр. Новосибирск). Новый кооперативный союз назвали «Товарищество комиссии Сибирских Кооперативов по закупам и сбыту «Закупсбыт». Первым председателем Правления стал В. Н. Остальцев.
После Февральской революции он получил название «Союз Сибирских Кооперативных Союзов «Закупсбыт».
В 1918 году в Союз входило 29 самых крупных сибирских потребительских союзов от Урала и Северного Казахстана до Дальнего Востока, из них два участника — Союз степных кооперативов и Центросибирь — были союзами третьей ступени, т. е в их состав входили межрайонные, районные и городские кооперативы.
С лета 1918 года компания начинает испытывать трудности, связанные с трудной политической обстановкой в России. В этот период возникают проблемы с закупкой товаров из европейской части России в обмен на сибирскую продукцию.

### Выход на мировые рынки
В 1918—1919 годах благодаря Закупсбыту на мировые рынки промышленных товаров выходит потребкооперация Сибири. Управление сетью зарубежных контор поручалось Главному заведованию со штаб-квартирой в Лондоне, его руководителем стал зам. предс. Правления Закупсбыта К. И. Морозов. Начинается экспорт пушнины в Канаду и США. В 1919 году осуществляется Карская экспедиция. Заключается предварительный контракт с военным ведомством США  на товарный кредит в 5 миллионов долларов с двухлетней рассрочкой. В Сибирь компания привозила обувь, ткани, оборудование, лекарства, чай, железно-скобяные изделия и др.

### Ликвидация
Позиция руководителей кооперативного союза была в целом антибольшевистской. По ленинскому проекту должна была возникнуть сеть единых потребительских обществ в качестве основы всенародного кооператива, что противоречило принципам кооперативной демократии.
После возвращения в Сибирь советской власти было издано решение Сибревкома от 6 февраля 1920 года о создании Сибирского отделения Центросоюза, административно объединившего все кооперации. Де-факто Закупсбыт был ликвидирован. Оставшиеся за рубежом члены правления перерегистрировали на уставы акционерных компаний конторы Закупсбыта.
От кооператоров-эмигрантов потребовали сдать все ценности и полномочия. В 1921 году после введения НЭПа переговоры с ними возобновились. 9 мая 1923 года в Харбине между Сибирским отделением Центросоюза и сотрудниками Правления Закупсбыта было подписано соглашение о передаче советским кооперативным организациям Сибири правопреемственности.

## Структура
Закупсбыт представлял собой мощную кооперативную структуру с сильным торговым отделом и большим аппаратом. В его состав входило множество типографий, предприятий, у него были свои зарубежные представительства.
Торговый и бухгалтерский отделы обладали наиболее разветвлённой и специализированной структурой. В промышленном и торговом отделах было по пять подразделений, которые специализировались на определённых видах деятельности и товарах потребления.
В составе бухгалтерского отдела было 4 подразделения: главная бухгалтерия, бухгалтерская коллегия, бухгалтерия центральной конторы и бухгалтерия счётных отделений на предприятии. Они вели учёт имущества, занимались контрольной, кассовой, товарно-расчётной деятельностью, осуществляли банковские операции.
В 1918 году административно-управленческий аппарат Закупсбыта состоял из 328 человек, две трети из которых работали в Новониколаевске, около трети сотрудников приходилось на другие города и конторы, которые присутствовали в том числе в Лондоне, Шанхае, Кобе, Нью-Йорке, Стокгольме.

### Предприятия
Закупсбыту принадлежал ряд предприятий: пимокатное, кошмовальное и овчинно-шубное производства в Барнауле; на территории Новониколаевска располагались типография, мыловаренный и кирпичный заводы, химико-развесочная мастерская и аптечный склад; в низовьях Оби были консервные заводы; также Закупсбыт владел соляными промыслами.

## Издания
Помимо издания общей кооперативной литературы Закупсбыт издавал ежемесячник «Сибирская кооперация», также три раза в месяц выходил «Вестник Закупсбыта».

## Общественная деятельность
Закупсбыт поддерживал связи с Обществом по изучению Сибири и сибирскими вузами, занимался благотворительностью.